# D'Lo
D'Lo é uma cidade  localizada no estado americano de Mississippi, no Condado de Simpson.
38% dos habitantes homens serviram na Segunda Guerra Mundial.

## Demografia
Segundo o censo americano de 2000, a sua população era de 394 habitantes.
Em 2006, foi estimada uma população de 392, um decréscimo de 2 (-0.5%).

## Geografia
De acordo com o United States Census Bureau tem uma área de
1,8 km², dos quais 1,8 km² cobertos por terra e 0,0 km² cobertos por água.

## Localidades na vizinhança
O diagrama seguinte representa as localidades num raio de 28 km ao redor de D'Lo.